# Negocia como puedas
Negocia como puedas fue un concurso diario que emitió el canal Cuatro. Este formato, que se estrenó el lunes 15 de julio de 2013 y finalizó el viernes 27 de septiembre de 2013, era un programa original creado por Producciones Mandarina y fue presentado por Miguel Martín y Raúl Gómez.

## Mecánica
Según la mecánica del formato, Raúl Gómez y Miguel Martín recorrerán España en una furgoneta, que poco a poco adquirirá un gran protagonismo porque allá donde pare significará que la suerte puede estar cerca, buscando concursantes capaces de dominar el arte del regateo y de las negociaciones in extremis.
Los participantes tendrán que encontrar, en un breve lapso de tiempo, las respuestas correctas a las preguntas de los presentadores utilizando a otras personas que se encuentren por la calle. El concursante tendrá que "comprarle" la respuesta al viandante y pactar con él una cantidad de euros sobre la base de una cifra que la organización les entregará en metálico instantes antes de formular la pregunta.
El concursante ganará la cifra que conserve tras la negociación y el voluntarioso ciudadano que le ayude se llevará la cantidad pactada. Eso sí, siempre y cuando la respuesta sea la correcta. Así, cuanto menos pague el concursante a la gente por la respuesta, más dinero ganará él.
Finalmente, si el concursante supera con éxito toda la fase de preguntas, conseguirá una bonificación añadida que se sumará al dinero acumulado.

## Historia
El 30 de junio de 2013 se dio a conocer el nuevo concurso de Cuatro en portal FormulaTV. Días después, el 3 de julio de 2013 se dio a conocer a través de la página web oficial de Telecinco que el programa saltaba a la sobremesa de Cuatro de lunes a viernes, sin dar fecha de estreno. Dicho día se dio a conocer también que los presentadores serían Miguel Martín y Raúl Gómez.
Finalmente, el 9 de julio se confirmó que el programa se estrenaría el 15 de julio de 2013.
El viernes 27 de septiembre de 2013, la cadena de televisión Cuatro confirmó que cancelaba el programa debido a sus bajos índices de audiencia en la sobremesa. Así, el programa se despidió de los espectadores el 27 de septiembre de 2013.

## Equipo Técnico

### Presentadores
- Miguel Martín (2013)
- Raúl Gómez (2013)

### Producción
Productor: Mandarina
Productor ejecutivo: Mediaset España (David Cardona)
Guion: 
- Fernando Eiras
- Miriam Parada
- Aníbal Angulo
- María Granizo
- Daniel Niño

Edición: 
- Javier Puerto
- José Carlos Villarino
- Pablo Silva
- Toni Fernández

## Audiencias
| Temporada | Temporada | Episodios | Estreno             | Final                    | Audiencia media | Audiencia media |
| Temporada | Temporada | Episodios | Estreno             | Final                    | Espectadores    | Cuota           |
| --------- | --------- | --------- | ------------------- | ------------------------ | --------------- | --------------- |
|           | 1         | 53        | 15 de julio de 2013 | 27 de septiembre de 2013 | 460 000         | 3,7%            |

## Controversias
Tras su estreno, se formó un revuelo en cuanto a posible plagio del concurso, ya que es bastante similar al programa Máis Galego, emitido por la TVG.